# Théodore Perrin
Pour les articles homonymes, voir Théodore Perrin (médecin) et Perrin.
Théodore Martin Perrin est un écrivain, religieux, journaliste, éditeur et un libraire français, né le 8 novembre 1801 à Laval (Mayenne).

## Biographie

### Origine
Il avait pour mère une revendeuse du Carrefour-aux-Toiles de Laval, connue de toute la ville sous le nom de la Mère Housquin, du nom de son troisième mari auquel elle survécut.

### Prêtre
Dès son temps de séminaire au Mans, publia, il publia sous un pseudonyme transparent Charles Perrinelle, Élégie sur le généreux dévouement du jeune Nicolas Naudin, élève de philosophie, pensionnaire au collège du Mans, englouti dans les eaux en voulant sauver deux de ses condisciples, 1821, in-8, 4 p.
Prêtre, il entre dans les ordres en 1827, il donna bientôt un libre cours à une production importante : 
- Anecdotes pour l'enfance. S. d., Le Mans. in-18.
- Anecdotes religieuses, contemporaines et inédites, accompagnées de réflexions propres à prémunir le peuple contre les séductions de la nouvelle philosophie. Lille et Paris, 1828, in-18, 108 p., une fig. ; Le Mans, 1828, in-18, 152 p. ; Lille, 1829.
- Modèle de l'enfance. Le Mans, 1828, in-18 de 180 p.
- Plaidoyer religieux, ou le Dogme de la confession attaqué par un vieil officier et défendu par un jeune avocat. Lille et Paris, 1829, 1830, in-18.
- Almanach chrétien ; moral et historique pour les années 1829, 1830. Le Mans, 2 vol. in-32.
- Le Bon Prêtre, ou Vie édifiante du P. Ragot, 3e édition retouchée par V. B. Le Mans, 1829, in-18, portrait.
- Les Vertus du peuple, ou Beaux traits de religion et de vertus, choisis dans les plus humbles conditions de la société. Le Mans, 1829-1830, 3 vol. in-18.
- Les soldats chrétiens. Le Mans, 1830, in-18.
- Les Martyrs du Maine, ou Notice historique sur la persécution à mort que le clergé du Mans a soufferte pendant la Révolution française, accompagnée du tableau des opérations du tribunal révolutionnaire de la Mayenne. Le Mans, 1830, in-12, XII-290 p.

Pendant ces deux années d'une production littéraire si active, il était curé de La Bazoge et se faisait adresser ses lettres chez son libraire. Un de ses correspondants lui donne le titre de secrétaire de l'évêché du Mans, octobre 1829.

### Agriculture
En 1832, 1834, il s'occupait d'agriculture. Il était précepteur de René-Joseph-Victor comte du Boberil qui, âgé de 17 ans, avait terminé ses premières études à chez les Jésuites d'Auray.
La Famille du Boberil habitait Rennes pendant l'hiver. En 1834-1835, il dirige le Bureau de l'agriculture, qui regroupe deux sections : la Société d'agriculture universelle et la Société d'agriculture pratique. C'est alors à Rennes qu'il fonde le Journal d'agriculture pratique (novembre 1833), dirigé par lui pendant un an ; puis la Revue d'agriculture universelle, 1834.
Il avait été aussi directeur du Journal de la jeunesse, qui commence en 1833. Au mois de mars 1834, l'abbé Thomas Perrin était à Paris, mais désirait entrer dans le Diocèse de Rennes, car M. Trévaux, vicaire général, lui répond que la place qu'il désirait a été donnée à un prêtre du diocèse.

### Journalisme
Ses journaux l'occupent fort ; mais il répand aussi sa prose dans de nombreuses feuilles et prêche quelquefois dans les églises de Paris.
Il fonde en 1837 la « Société reproductrice de bons livres (ou de l'union et de la propagation catholique) » avec Leclercq d'Orchies. C'est là qu'il donne la seconde édition en deux volumes de ses Martyrs du Maine, 1837, un ouvrage aussi en deux volumes sur la mythologie, des traductions de Thomas a Kempis, Christoph von Schmid ou autres, comme L'Horloge de l'Ange gardien. L'éphémère Société est violemment anti-protestante. Dans son quartier on le nommait de ce seul nom le Travailleur''.
« « Le nombre des volumes que j'ai publiés depuis cinq à six ans, prouvent mon ardeur au travail ». Thomas Perrin, 1841. »
Mais ses entreprises, ses relations, ses écrits le firent juger défavorablement à l'Archevêché de Paris. Averti, il n'en tint compte. Il avoue qu'il avait critiqué dans ses écrits la conduite de Mgr Hyacinthe-Louis de Quélen envers le gouvernement.

### L'interdiction
Interdit, il cesse toute fonction ecclésiastique vers la fin de 1837, quittant la soutane en même temps. Il se vante d'une mission littéraire en Belgique que lui donna François Guizot, de ses relations de société et épistolaires. La Société reproductive des Bons livres sombre, il en quitte la gérance le 1er mars 1838 parce que Camille de Montalivet y voulait voir une conspiration dont l'abbé était censé le chef. Ses remplaçants, Henri-Frédéric Barba et Mollard, achèvent la ruine et passent à l'étranger. Il dépose son bilan le 15 janvier 1839.

### Compagnie de placement général
Mais il avait fondé depuis trois mois la « Compagnie de placement général », comprenant bureau des personnes, bureau financier, bureau des fonds de commerce, avec un journal pour organe de la Société, dans la Rue Cadet, n° 14. L'abbé, chargé de toute l'entreprise, n'en travaillait pas moins à ses publications variées.

### La chute
Il avait des volumes sous presse à Tours et à Lille, donnait dans l'Annuaire universel historique, les articles Angleterre, Espagne, Russie, et collaborait à divers journaux. La Compagnie de placement général sombra. L'abbé y avait englouti son avoir, le prix de sa bibliothèque.
Il eut un procès dans lequel sa réputation est mise en cause autant que ses intérêts paraissent compromis, et pour lequel il rédigea un mémoire de 15 p. in-4° autographié, daté du 27 novembre 1841.
Parmi les nombreux ouvrages de littérature et de piété dont il est auteur :
- Origine des dieux du paganisme (1837, 1 vol.);
- le Purgatoire (1838, 2 vol.; 2e édition 1847), traité historique et moral ;
- plusieurs traductions des livres allemands de Jérémie Drexel et de P. Herman.

En 1854, il a donné les premières livraisons d'un Dictionnaire religieux universel.

## Sources et bibliographie
- « Théodore Perrin », dans Alphonse-Victor Angot et Ferdinand Gaugain, Dictionnaire historique, topographique et biographique de la Mayenne, Laval, A. Goupil, 1900-1910 [détail des éditions] (BNF 34106789, présentation en ligne)
- Gustave Vapereau, Dictionnaire universel des contemporains : contenant toutes les personnes notables de la France et des pays étrangers... : ouvrage rédigé et continuellement tenu à jour, avec le concours d'écrivains et de savants de tous les pays, 1865.